# Mata Amritanandamayi
Mata Amritanandamayi Devi (* 27. září 1953 Kérala, Indie) známá též jako Amma (Matka) nebo Ammachi, vlastním jménem Sudhamani Idamanel je indická hinduistická duchovní učitelka a zakladatelka sítě charitativních aktivit.
Je známá jako tzv. Objímající Svatá, protože téměř každý den od konce sedmdesátých let rozdává příchozím požehnání pomocí obejmutí - daršanu. Daršan (v překladu "vidět") je termín používaný v hinduismu pro teofanii, vizi boží, božský zážitek či bytí v přítomnosti božství. Organizace zaštiťující humanitární aktivity Amritanandamayi uvádí, že Amma za posledních 30 let osobně objala 33 milionů lidí. Během jediného dne objímá nepřetržitě i dvacet hodin a objala i 40 000 lidí.

## Učení
Svými žáky je považována za duchovního mistra. Ve svém učení Amritanandamayi akceptuje duchovní praxe všech náboženství, a učí, že jádro všech náboženství je stejné. V projevu pro Parlament světových náboženství uvádí, že náboženské principy by měly vézt člověka k vnitřní svobodě. Postoj "já" a "moje" nás činí závislými a praktikování náboženství by tedy mělo být cestou k ničení našeho ega.
Hinduismus učí, že základní pravda je uvědomění si nedvojné podstaty, že není žádné "já" a
"ostatní", ale vše je Bůh (či princip s různými názvy). Amma tvrdí, že: "Ačkoli všechno je
Bůh, my pozorujeme všechno okolo nás jako něco odděleného, protože jsme se zatím neprobudili k
tomuto uvědomění. Cítíme připoutanost k některým věcem a odpor k jiným."
Podle učení Ammy: "Cesta k poznání Boha spočívá v kultivaci božských vlastnosti v nás a
odevzdání našeho ega Bohu. Poté se božství stane naší přímou zkušeností." Učení Amritandamayi akcentuje cestu lásky (bhakti) Je známá výroky: "Láska je naše pravá přirozenost. Láska nezná hranice kast, náboženství, ras a národů. Všichni jsme perly navlečené na téže niti lásky." nebo "Moje náboženství je Láska." Na druhou stranu říká: "Karmajóga (cesta nesobecké činnosti), džňánajóga
(cesta poznání) a bhaktijóga (cesta lásky) jsou potřeba všechny dohromady. Když bychom si představili ptáka,
nesobecká činnost a láska by byli jeho křídla, poznání jeho ocas. Jen pokud má pták křídla i ocas může
vzlétnout."

## Humanitární aktivity
Kromě výuky meditace a spirituálních praktik se Amritanandamayi zabývá humanitární činností prostřednictvím sítě humanitárních aktivit s názvem Embracing the World (Obejmout svět) Mezi hlavní její činnosti patří pomoc pro lidi postižené přírodními katastrofami, výstavba škol a nemocnic. V rámci dalších programů je podporováno vzdělání, realizují se projekty na zlepšení pozice žen v Indii, lidí bez domova či programy zabývající se životním prostředím. Publikace o humanitárních činnostech Ammy uvádí, že již bylo v humanitárních programech postaveno 45 000 domů, univerzita, 6 nemocnic či 57 základních a středních škol.

Od roku 1998 bylo ošetřeno zdarma 2,6 milionu lidí. Ročně je rozdáno 10 milionů porcí jídla.  O chudobě Amritanandamayi říká: "Lidé zažívají dva druhy chudoby. Chudobu způsobenou nedostatkem jídla, oblečení a přístřeší a chudobu způsobenou nedostatkem lásky a soucitu. Řešení druhého druhu chudoby bychom měli pokládat za důležitější, protože když máme lásku a soucit, dokážeme pomoci těm, co trpí nedostatkem jídla a přístřeší."
Ve svém rodišti v Amritapuri ve státě Kerala na jihu Indie provozuje duchovní centrum (ášram). Pravidelně cestuje po Indii a jezdí i do Evropy, Severní Ameriky, Afriky, Japonska či Austrálie. Nejblíže ČR bývá pravidelně v Mnichově a Berlíně v říjnu či listopadu každého roku.

Amritanandamayi se zúčastňuje konferencí o náboženství či za práva žen. V roce 1993 byla při
příležitosti stého výročí Parlamentu světových náboženství jmenována nejvyšším zástupcem
hinduismu (President of hindu faith). Vystupovala například na sjezdu nejvyšších představitelů
náboženství (United Nations Millennium World Peace Summit). Získala několik ocenění za
mírotvorné a humanitární aktivity. 